# Torresuso
Torresuso es una localidad española del municipio de Montejo de Tiermes, perteneciente a la provincia de Soria, en la comunidad autónoma de Castilla y León, 

## Geografía
Limita al norte y al oeste con el término de Montejo de Tiermes. Al este con Hoz de Arriba y Carrascosa de Arriba.  Al sur con Pedro,  Rebollosa de Pedro y un pequeño tramo con Sotillos de Caracena. El punto más lejano del término desde la localidad es el extremo norte de El Pelao. Perteneció históricamente a la Tierra de Ayllón hasta 1833, y a la Diócesis de Sigüenza hasta 1957. Actualmente forma parte de la Diócesis de Osma-Soria. Pertenece al partido judicial de El Burgo de Osma.
Los parajes más significativos son La Dehesa de La Covatilla, La Lastra, La Vega, El Marojal, El Oraco, Las Umbrías, El Pelao, Las Suertes, Ventamalo, Tramardehesas, Los Pozancos, El Raido, Las Regaderas, Peña de la Crieta, Pozo del Val, Las Arroturas, Prado de Arriba, La Costanilla, El Alto, Los Rasillos, Las Solanas, El Tallar, La Cantera. Las cotas más relevantes son La Peña del Buitre, La Moyuela, El Reventón, Cerro de San Ginés, Alto de Majalrroyo, Alto de la Dehesa, Cabeza Gorda y Cerro de Villaverde.
En Torresuso tiene su origen el arroyo que discurre por la hondura del valle de Las Liceras y que por Torremocha y Piquera de San Esteban va a unirse con el río Pedro. El nacimiento se encuentra en La Fuente del Cubillo, manantial de agua que procede de La Fuente de los Moros, pozo artesiano de construcción islámica.
La localidad se encuentra comunicada con carretera comarcal de notable anchura. Son cómodos los accesos desde Ayllón y San Esteban de Gormaz. También se puede llegar desde Retortillo de Soria. A 6 km se encuentra el yacimiento arqueológico de Tiermes con fácil desplazamiento por carretera, o andando por el camino antiguo acortando la distancia.

### Clima
El clima es continental. Con inviernos fríos en los que en la noche el termómetro puede descender fácilmente a -5 °C o menos. Por consiguiente, hay heladas frecuentes. El mes de junio es de clima agradable y de exuberancia en la vegetación. Los meses de julio y agosto son de calor seco durante el día, pero refresca por la noche. Otoño y primavera son lluviosos. Las lluvias de otoño hacen que surjan setas.

## Naturaleza

### Flora
La Dehesa de Torresuso es de roble. En El Marojal abunda la estepa o jara. Predominan los cultivos de cereales: trigo, cebada. También se cultiva girasol y lino. Abunda, asimismo, la aliaga, la zarza, el espino, el cardo; y se dan plantas de herbolario como el tomillo, el poleo, el espliego, la manzanilla, el té de piedra y la ruda. En las zonas bajas y más húmedas hay prados herbáceos, en algunos casos con álamos y olmos. En El Pelao veremos enebros.

### Fauna
La fauna que se da en este pequeño municipio es muy variada. Aquí, podemos encontrar corzos (capreolus capreolus), jabalíes (sus scrofa), o especies más pequeñas, como la perdiz roja (alectoris rufa), la liebre común o europea (lepus europaeus) o la codorniz común (coturnix cotumix). El poder contar con todas estas especies, y al ser tan variadas, permite la caza. Así esta, podrá ser mayor o menor, debido, como he dicho anteriormente, a su gran variedad de animales. 
En ocasiones puntuales se puede observar algún ciervo rojo (cervus elaphus), o algún lobo ibérico (canis lupus signatus), aunque es muy raro y difícil. A su vez, en los riscos cercanos a la localidad, encontramos buitres leonados (gyps fulvus), una rapaz de grandes dimensiones que a menudo sobrevuelan todo el término de Torresuso.

## Historia
Al parecer, el origen de Torresuso puede remontarse a alguna torre de vigilancia de fundación islámica, integrada con otras torres y atalayas en el pequeño valle de Las Liceras. Formaban Las Liceras el núcleo poblacional central que hoy es Liceras, y ligados a él Montejo de Tiermes (antiguamente Montejo de Liceras) y Torresuso. En Torresuso estaría situada la torre o atalaya de más arriba, es decir, la situada a mayor altitud en Las Liceras.
Con la Reconquista cristiana se repueblan los núcleos poblacionales con colonos cristianos y se crean otros nuevos. No se conoce con exactitud si en Torresuso existía un núcleo de población islámico o simplemente la atalaya de vigilancia. En el segundo caso podemos pensar en un asentamiento de creación o repoblación cristiana en Los Poyatos de Los Casares, próximo al Camino Real, cerca de alguna torre islámica existente probablemente arriba, en el Cerro de San Ginés, donde más tarde se construyó una ermita.            
Por alguna razón desconocida el pueblo se trasladó a su localización actual al pie del Reventón, o bien existía ya algún pequeño agrupamiento poblacional en esta ubicación. Es posible que hubiera otra torre o atalaya en la zona más alta del pueblo, en el lugar en el que ahora se sitúa la iglesia, o en sus proximidades, dado que el paraje es conocido como "La Torre".    
Más adelante Torresuso formó parte del Sexmo de Valdeliceras junto con Montejo de Tiermes, Liceras, Cuevas de Ayllón y Noviales, dentro de la Comunidad de Villa y Tierra de Ayllón.
A la caída del Antiguo Régimen la localidad se constituyó en municipio constitucional en la región de Castilla la Vieja, que en el censo de 1842 contaba con 13 hogares y 54 vecinos. A mediados del siglo XIX, el lugar tenía contabilizadas 20 casas. Aparece descrito en el decimoquinto volumen del Diccionario geográfico-estadístico-histórico de España y sus posesiones de Ultramar de Pascual Madoz de la siguiente manera:

TORRESUSO: l. con ayunt. en la prov. de Soria (14 leg.), part. jud. del Burgo (5), aud. terr. y c. g. de Búrgos (24), dióc. de Sigüenza (10). sit. á la falda de una colina que le resguarda de los vientos del N., y combatido en las demas direcciones, goza de clima sano: tiene 20 casas, la consistorial, escuela de instruccion primaria dotada con 21 fan. de trigo; una igl. (Sta. María Magdalena) aneja de la de Montejo; fuera de la pobl. muy inmediata á las casas hay una fuente y á su alrededor algunos olmos. térm.: confina con los de Carrascosa de Arriba, Pedro, Montejo y Hoz de Arriba: el terreno que participa de quebrado y llano, es flojo, de secano y de mediana calidad: comprende 3 deh. de pasto y un monte poblado de roble, chaparro y espinos, con alguna otra mata de maleza. caminos: los locales, todos de herradura y en mal estado. correo: se recibe y despacha en la estafeta de Aillon. prod.: trigo, centeno, cebada, avena, legumbres, leñas de combustible y yerbas de pasto con las que se mantiene ganado lanar, vacuno y mular. pobl.: 13 vec., 54 alm. cap. imp.: 10,216 rs. 4 mrs.
(Madoz, 1849, p. 103)

Posteriormente se integró en Montejo de Tiermes.

## Demografía
La población de Torresuso está altamente envejecida. Desde hace años no nace ningún niño en la localidad, o se empadrona alguna persona. Por esto, como podemos ver en la tabla, la población ha ido descendiendo progresivamente desde el año 2000, que se situaba con 16 habitantes, hasta el año 2017 que se colocaba con algo menos de la mitad, con 7 habitantes. La bajada más fuerte se observa entre los años 2002 y 2003, con una pérdida de 5 habitantes. A su vez se puede ver de forma excepcional la integración de un nuevo individuo en el año 2006, pasando de 10 habitantes a 11. 
| Gráfica de evolución demográfica de Torresuso entre 2000 y 2022    |
|                                                                    |
| Población de derecho (2000-2022) según el padrón municipal del INE |

## Iglesia de Santa María Magdalena

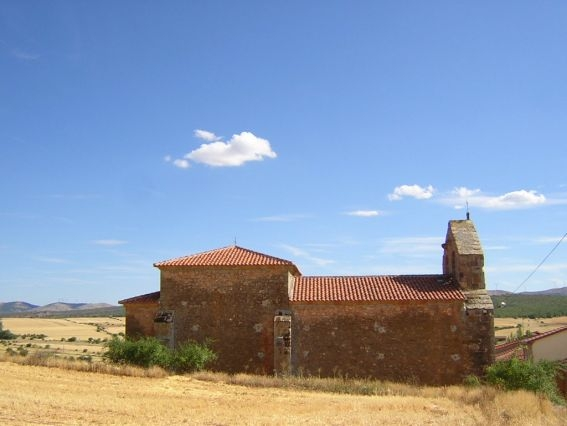
Iglesia de Santa María Magdalena

La encontramos en la parte más alta de la calle Real de la localidad soriana de Torresuso. Esta iglesia es de estilo románico, aunque posteriormente se construyó un pórtico renacentista. En el interior encontramos una balconada, el altar, y figuras de santos en su interior, además de una pila bautismal. Todos los años, durante las fiestas de patronales de San Ginés los días 25 y 26 de agosto se hace una misa en honor a la Virgen María Magdalena, además de una procesión. Cabe destacar que en durante 2018 se ha restaurado y reformado el interior de la iglesia.